# Política de Catar
El sistema político de Catar consiste en una monarquía absoluta donde el emir de Catar es Jefe de Estado y de Gobierno. Según el referéndum constitucional de 2003 debe convertirse en una monarquía constitucional. La sharia es la fuente principal del Derecho de Catar de acuerdo con su Constitución.

## Sistema legal
La Sharia es la fuente principal de la legislación catarí según su Constitución. Dicho sistema sin embargo se limita mayormente al Derecho de familia, sucesiones, y a varios delitos penales (incluyendo el adulterio, robo o asesinato). En los Tribunales de familia establecidos según la Sharia, el testimonio de una mujer vale la mitad de lo que vale el de un hombre, mientras que en otros casos simplemente no se acepta. La codificación del Derecho de familia se llevó a cabo en 2006. En la práctica, el sistema legal catarí es una mezcla de Derecho continental y Derecho islámico.
No es un país democrático

## Ministerios
- Ministerio de Asuntos Exteriores 
  - Ministerio de Estado para los Asuntos Exteriores
- Ministerio de Defensa
- Ministerio de Interior
- Ministerio de Salud Pública
- Ministerio de Energía e Industria
- Ministerio de Planeamiento Municipal y Urbano
- Ministerio de Medio Ambiente
- Ministerio de Finanzas
- Ministerio de Patrimonio Cultural y Artístico
- Ministerio de Trabajo y Asuntos Sociales
- Ministerio de Educación y Educación Superior
- Ministerio de Dotes y Asuntos Islámicos

Fuente: Ministerio del Interior

## División administrativas
9 municipios (baladiyat, singular - baladiyah); Ad Dawhah, Al Ghuwayriyah, Al Jumayliyah, Al Khawr, Al Wakrah, Al Rayyan, Jarayan al Batinah, Madinat ash Shamal, Umm Salal.

## Relaciones exteriores
El gobierno de Catar es propietario del canal de televisión Al Jazeera. Se ha acusado al canal de parcialidad y de posicionarse activamente en los asuntos exteriores de otros países, específicamente durante la Primavera Árabe en 2011.
La mayoría de los países desarrollados (incluyendo Brunéi e Indonesia) no requieren de visado. A su vez, los habitantes de estos países pueden pedir un visado adjunto que les permita visitar Omán también.
Catar es miembro de ABEDA, AFESD, Liga Árabe, AMF, ESCWA, FAO, G-77, Consejo de Cooperación del Golfo, IAEA, IBRD, ICAO, ICRM, IDB, IFAD, IFRCS, IHO (miembro pendiente), IMF, International Maritime Organization, Inmarsat, Intelsat, Interpol, IOC, ISO (corresponsal), ITU, NAM, OIC, OIT, OMI, OMS, ONU, OPAEP, OPCW, OPEP, UNCTAD, UNESCO, UNIDO, UPU, WCO, WIPO, y WTO.